# Мосолово (Шиловский район)
Мосолово — село в Шиловском районе Рязанской области, административный центр Мосоловского сельского поселения.

## Географическое положение
Село Мосолово расположено на Окско-Донской равнине на реке Непложа в 23 км к юго-западу от пгт Шилово. Расстояние от села до районного центра Шилово по автодороге — 29 км.
На территории села имеется несколько прудов. Ближайшие населённые пункты — деревни Воружка, Ивановка, Фролово, Шелухово и Заполье.

## Население
| 1859 | 1897  | 1906  | 1926  | 1939  | 2010  |
| ---- | ----- | ----- | ----- | ----- | ----- |
| 549  | ↗1502 | ↘1246 | ↗2177 | ↗3691 | ↘1399 |

По данным переписи населения 2010 г. в селе Мосолово постоянно проживают 1399 чел. (в 1992 г. — 1724 чел.).

## Происхождение названия
Вплоть до начала XX в. село носило двойное название — Успенское, Масолово тож. Его первое название связано с существованием в селе Успенской церкви, второе происходит от фамилии местного помещика-землевладельца. В топониме Масолово, или Масалово (через «а») нашло отражение акающее произношение. В дальнейшем за селом закрепилось наименование Мосолово.

## История
В 0,5 км к югу от села Мосолово, по сведениям Г. Ф. Подуршина 1920-х гг., на левом берегу реки Непложа расположена неолитическая стоянка. Найдены обломки лепных сосудов с ямочно-гребенчатой орнаментацией, кремнёвые орудия. Поблизости от села археологами вскрыты остатки древнерусского городища XI—XIII вв.

Первые документальные свидетельства о возникновении поселения на месте современного села Мосолово относятся к XVIII в. В 1740 г. земли «на реке Непложе в Переславском уезде Резанского» были приобретены семьей тульских промышленников Масоловых, основавших здесь Непложский железоделательный и чугунолитейный завод. В фабрично-заводской «Ведомости о чугуноплавительном и железоделаемом господ Масоловых заводе» за 1821 г. сообщается, что Непложский завод

построен по указу бывшего Генерал-директориума в 1740 году на покупной земле которой ото всех прикосновенных владельцев в 1774 году июня 20-го отмежован.

В первой половине XVIII в. братья Масоловы (Максим, Алексей, Иван Большой и Иван Меньшой Перфильевичи), наряду с Демидовыми и Баташевыми, являлись одними из богатейших заводчиков России. К середине XVIII в. им принадлежало 8 горнометаллургических предприятий, из них 6 располагались в европейской части России и 2 на Урале.

Герб рода дворян Масоловых.

Корпуса Непложского железоделательного завода находились в районе современного Дома культуры села Мосолово. Сырье для него (железная руда) завозилось из Пронского уезда, а работали на заводе 176 крепостных рабочих (из них 122 присланные с Уральских заводов работные люди и 45 местных крепостных крестьян). Для приведения в действие механизмов завода использовалась водная энергия реки Непложи, на которой была построена плотина (в районе современного моста).
Рядом с заводом возникло поселение его работных людей. Относительно названия населённого пункта, в котором располагался Непложский завод, уже упомянутая «Ведомость» 1821 г. сообщает, что это

Рязанской губернии Спаской округи село Успенское, Непложский завод тож.

По данным местных краеведов, первоначально здесь было 2 улицы — Прудовая и Рощина. Прудовая улица получила такое название потому, что возле неё стоял большой пруд, который разливался в ширину на 300 саженей, а в длину до 7 верст, глубина доходила до 15 саженей. В этом пруду водилось очень много разной рыбы. Вторая улица Рощина называлась так потому, что в конце улицы стояли вековые березы, представляющей небольшую рощу; улица была довольно прямая и тянулась на 2 версты. Остальные улицы вырастали гораздо позднее.
Жизнь работных людей была очень тяжела, из-за чего они выражали постоянную предрасположенность к протесту. Работали они, как правило, по 12 часов и более, безотрывно находясь у горячих домен, горнов и наковален. Питание было плохое, в основном всухомятку. Всякая санитария отсутствовала. Рабочие часто болели. Тяжелые условия труда вызывали среди рабочих частые недовольства, которые проявлялись в бунтах и волнениях. Недаром позднее власти Спасского уезда настойчиво просили у рязанского губернатора, чтобы воинская команда постоянно была здесь на месте.
В 1760 г., в результате раздела имущества в семье Масоловых, Непложский железоделательный завод перешел в совместное владение братьев Ивана и Григория Алексеевичей Масоловых. Братья Григорий и Иван Алексеевичи Масоловы, «медных и железных заводов содержатели», упоминаются в материалах 3-й ревизии (1766—1767 гг.) в числе помещиков Рязанского уезда, с указанием, что им принадлежат «село Шатрищи, село Заполье, село Путятино, деревня Фролова, деревня Булатовская, Шелухово тож и деревня Караулова», без указания числа принадлежавших им душ крепостных крестьян.
Позднее, по-видимому, произошел раздел между братьями, и в 1770-е гг. Непложский железоделательный завод перешел в единоличное владение Григория Алексеевича Масолова, а после его смерти — во владение его жены, Дарьи Масоловой. Материалы 5-й ревизии (1796 г.) свидетельствуют, что «мастеровых и рабочих покупных людей из крестьян при заводе состояло 139 и по деревням Масаловой в Пронской округе 110 душ. Железо выделывалось различного сорта: 7 521 пуд железа и 22 582 пуда чугуна». В годы Отечественной войны 1812 г. Непложский завод был привлечён рязанскими губернскими властями к выполнению заказа по вооружению Рязанского ополчения — «Рязанской воинской силы». Этот заказ заключался в изготовлении пик для вооружения рядового состава ополчения.
В дальнейшем (по-видимому из-за отсутствия наследников мужского пола) Непложский железоделательный завод перешел во владение Петра и Федора Ивановичей Масоловых, которым принадлежал также Кано-Никольский медеплавильный завод на Урале. Именно они числятся хозяевами завода в уже упоминавшийся «Ведомости Непложского завода» за 1821 г.
К 1821 г. Непложский железоделательный и чугуноплавильный завод имел 1 домну, 6 молотовых горнов и 2 кричных молота. На заводе трудилось 122 покупных работника, 45 крепостных крестьян и 9 вольнонаемных мастеров. Всего за заводом по 7-й ревизии числилось крепостных мастеровых 244 душ. Завод вырабатывал ежегодно руды обожженной 17791 пудов по цене 70 коп. за пуд, чугуна в штыках — 6742 пуда по цене 1,5 руб. за пуд, чугуна в отливках 1447 пудов по цене 2,5 руб. за пуд, железа полосного — 3785 пудов по цене 5 руб. за пуд, железа связного, стройного и веретенного — 1005 пудов по цене 5 руб. за пуд, железа котельного — 8 пудов по цене 5,6 руб. за пуд. Всего за 1821 г. было произведено 8189 пудов чугуна и выковано 4800 пудов железа.
Снабжение рудой осуществлялось из собственного рудника в селе Залипяжье на покупной земле в чересполосице с госпожой Полторацкой. Расстояние от завода до рудника составляло 25 вёрст. Руда добывалась как заводскими, так и вольнонаёмными людьми с глубины от 10 до 12 саженей.

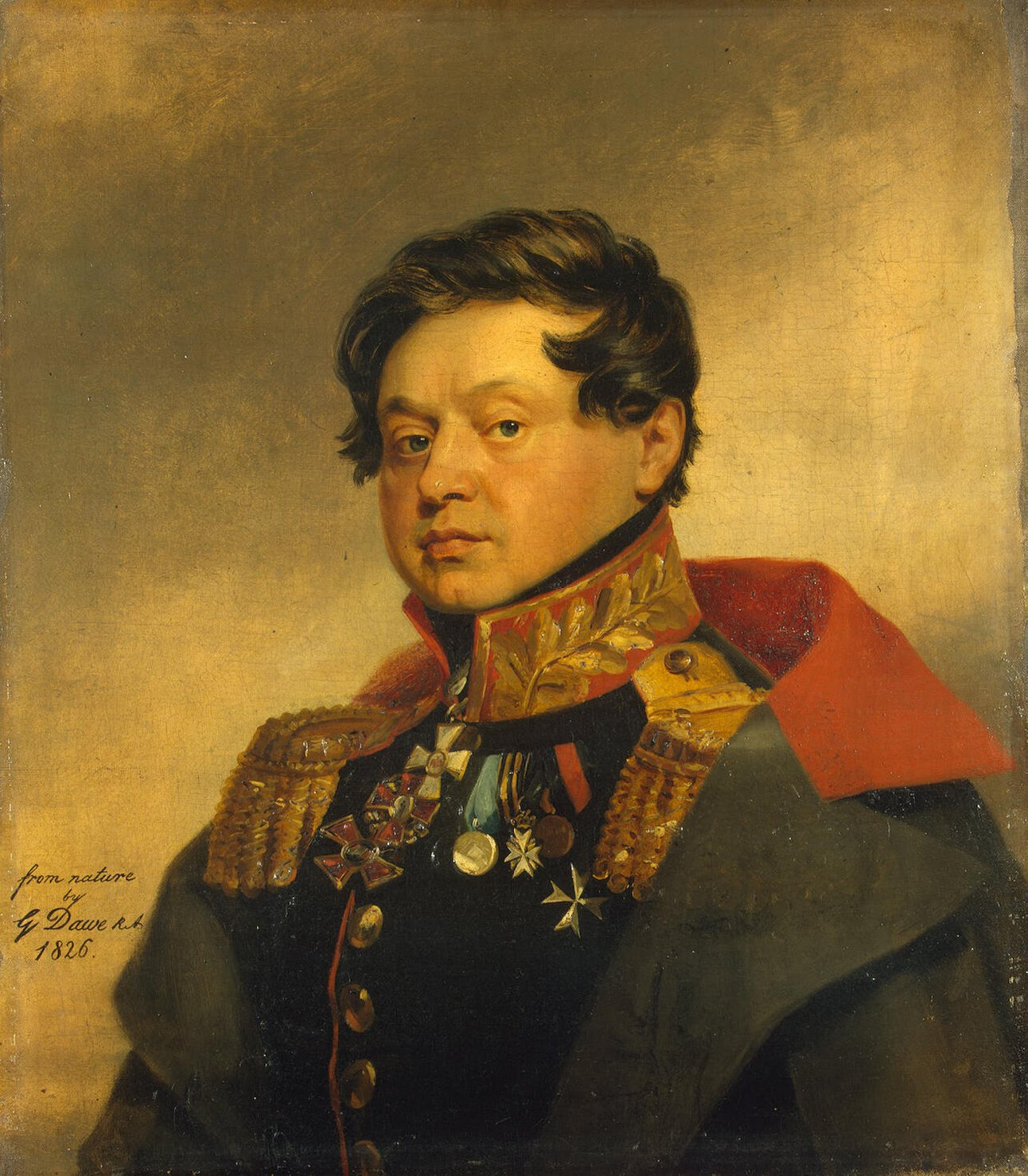
Масолов Федор Иванович (1771—1844), генерал-майор, участник Отечественной войны 1812 г., владелец села Мосолово.

После смерти в 1822 г. Петра Ивановича Масолова единоличным владельцем Непложского железоделательного завода становится генерал-майор Федор Иванович Масолов (1771+1844 гг.). По его инициативе в 1828 г. в Мосолове, в перестроенном здании бывшего барского дома, был открыт храм во имя Успения Пресвятой Богородицы с приделом в честь святителя Николая Чудотворца. Внутри помещений был оборудован иконостас, расписаны художниками внутренние потолки и своды.
К 1834 г. на Непложском железоделательном заводе было занято 731 рабочих; предприятие выпускало чугунные изделия, железо связное и т. п. Земельные владения Непложского железоделательного завода насчитывали 328дес. 439 кв. саж. и имели следующую структуру: сенные покосы — 38 дес. 1369 кв. саж., дровяной и мелкий лес — 7 дес. 1080 кв. саж., поденный лес для употребления на заводе — 240 дес, под заводским строением — 10 дес. 120 саж., под просёлочными дорогами — 270 кв. саж., под речкою Непложею, истоками безымянными и полуречкою Варгою — 32 дес.
Храбрый военачальник, генерал-майор Федор Иванович Масолов оказался никудышным предпринимателем. Выйдя в отставку, он поселился в Москве, а Непложский завод часто называл «золотым дном». В производстве он совсем не разбирался и не владел обстановкой на своих предприятиях, в общем имел весьма смутное представление о заводских делах. Его взаимоотношения с заводом сводились к получению денег из заводской кассы и редкими отчётами управляющих о состоянии заводских дел. Изредка Ф. И. Масолов приезжал на завод, где его встречали все жители Мосолово с хлебом и солью. По воспоминаниям старожилов, барин очень любил, чтобы в его присутствии в Мосолове игрались свадьбы, и во время венчания всегда присутствовал в церкви и любовался на молодых. Генерал находил удовольствие в присутствие молодых местных девушек, которые наряжались в свои праздничные одежды и с ветками или цветами в руках отгоняли от отдыхающего господина назойливых мух и комаров.

О компетентности Ф. И. Масолова в заводских делах можно привести показательный пример. Когда встал вопрос о продаже Непложского завода за долги и горные недоимки, Ф. И. Масолов продолжал настойчиво требовать от управляющего, чиновника 14-го класса Пенкина, выполнения заказа для Петербургско-Московской железной дороги. За невыполнение угрожал доведением дела до сведения министра финансов, обвинял чиновника в развале производства. В ответ на это управляющий Пенкин просил Московское горное правление 

объяснить генерал-майору Масолову настоящее положение завода, которое как видно из письма, совершенно ему неизвестно, и при котором требуемые им болванки выкованы быть не могут.

В 1830-е гг., в связи с общим кризисом крепостнической системы труда и истощением местных руд, Непложский чугуноплавильный и железоделательный завод стал работать с перебоями, его оборудование требовало замены и ремонта, средств на которые не хватало. В мае 1840 г. около 10 часов утра жители села Мосолова услышали страшный гул в районе плотины: люди бросились к ней и увидели страшную картину: бурные потоки воды, прорвавшие плотину, практически уничтожили сооружения Непложского железоделательного завода. Об этой страшной новости сообщили Ф. И. Мосолову в Москву, но барин был уже старый и дряхлый. Своему многолетнему управляющему заводом Парфену Фомину Ф. И. Масолов поручил оформить бумаги о том, что он отпускает своих крепостных на волю.
В 1844 г. генерал-майор Ф. И. Масолов умер, оставив большие долги. К этому времени в общине крестьян села Успенского, Мосолово тож, насчитывалось 150 дворов и за нею было закреплено 209 дес. земли. Чтобы расплатиться с долгами, управляющий продал прилегающие к селу земли и луга. Успенское часто посещал непременный член опекунского комитета Духанин, который на сходках сельского общества объяснял крестьянам, что имение генерала Ф. И. Масолова заложено в казне за известную сумму и предлагал им согласиться на выкуп, то есть в течение нескольких лет уплатить сумму задолженности бывшего барина.
В 1848 г. село Мосолово сильно пострадало от эпидемии холеры. Умерших от холеры хоронили на отдельном кладбище. Это кладбище находилось недалеко от нынешнего, за «Серным» оврагом, вблизи деревни Воружка. Ещё до войны там стояла часовня в память об умерших от эпидемии. Говорят, что эпидемия отступила, когда жители села обратились с молитвами о заступничестве к святому преподобному Евфимию Солунскому, во имя которого вскоре был освящен отдельный придел в Успенской церкви села Мосолово.
Наконец, во владение селом Мосоловым вступила Елизавета Ивановна Микулина, родная сестра Ф. И. Масолова, которая смогла погасить его долги. Её управляющий и приказчики, прибыв в село, приступили к сбору оброка с крестьян. Когда крестьяне на сходе единодушно приняли решение не платить оброк, Микулина вызвала из города Спасска-Рязанского роту солдат и путем массовой порки принудила жителей села к повиновению. Половину жителей села Мосолово Микулина в 1858 г. перевела на работу на свой медеплавильный завод в Оренбургской губернии, а часть молодых парней и девушек отправила на торфяные работы в Подмосковье. Так были пресечены все попытки бунта. Через 3 года после этого, в 1861 г., крепостное право было отменено, но только 10 семей мосоловцев вернулись в родное село. Были и такие, которые переехали из Мосолова в Оренбургскую губернию к своим родственникам.
Стоит сказать, что с 1830-х гг. земли на южной окраине Непложского завода были приобретены дворянином Григорием Павловичем Ржевским (1763+1830 гг.), и со временем здесь, у нынешней дороги, ведущей на поселок Лесной, возникла усадьба дворян Ржевских, получившая название «Крестовка». Помещикам Ржевским принадлежали земли за оврагом и близлежащий лес, до сих пор именуемый местными жителями по их фамилии. Известно, что Михаил Григорьевич Ржевский (1795+1856 гг.), с помощью мосоловских крестьян отстроил красивую усадьбу на Крестовке. Его бывшее поместье и нынешнюю улицу Набережную жители Мосолова называют Алтаем (ввиду удаленности от центра села). Ржевский построил каменный барский дом с конюшнями, которые стоят и поныне, выкопал 3 пруда, соединил их вымощенными каменными дорожками и мостами с красивыми арками. В лесу были устроены просеки и цветники. Ржевский вел довольно разгульный образ жизни. Он часто приглашал в свое имение гостей, духовой оркестр и цыган, очень любил катание на лодках с девушками по своим прудам.
Малоземелье вынуждало жителей Мосолово уходить из села на заработки, чаще всего в бурлаки в Моршанск, откуда ходили баржи хлеба до Нижнего Новгорода. Одновременно в селе происходит развитие кулечно-рогожного кустарного промысла. Его зачинателями в селе были рязанские предприниматели Ямщиковы, купившие в 1860-х гг. липовую рощу близ Мосолово. К 1900 г. кулечно-рогожным делом занимались почти все жители села: летом драли липовую кору и делали из неё мочалу, зимой вырабатывали на мочальных станах рогожу и шили кули. Кроме Ямщиковых кулечно-рогожное дело стало основой благосостояния семей Чуевых, Марсовых, Карташевых и др. Семья предпринимателей из крестьян Чуевых не только занималась кулечно-рогожным промыслом, но и владела землями в округе деревни Шатилово, а незадолго до 1917 г. купила поместье Ржевских; семья Карташевых имела в Мосолове обширный дом и пекарню, а также обширные земельные владения к югу от села, на которых вскоре вырос поселок Карташевка (совр. Красногвардейский). До сих пор в Мосолово сохранилось здание склада Карташевых, в котором сейчас размещается сельский Дом культуры.
Одновременно происходит расслоение крестьянства, из числа которого выделяются смекалистые и предприимчивые личности, перешедшие к занятиям ремеслом и торговлей. Зажиточная семья Костиных, владевшая пахотной землей на современной Лошкарке, использовала труд сельскохозяйственных рабочих, и передовые по тому времени сельскохозяйственные машины (сеялки, молотилки); семьи Приваловых и Портновых разбогатели на скотобойном промысле и производстве колбас; Галочкины, 2-этажный дом которых сохранился до нашего времени (нынешнее сельпо), помимо земельных угодий в окрестностях села Сушки имели в Мосолово собственную пекарню, магазины и чайную.
К 1891 г., по данным И. В. Добролюбова, в состав прихода Успенской церкви села Успенского, Масолова тож, помимо самого села со 106 дворами, входили деревня Шелухово (56 дворов), деревня Ворожки (25 дворов) и деревня Фролова (12 дворов), в коих всего числилось 726 душ мужского и 643 души женского пола, в том числе грамотных 224 мужчины и 170 женщин.
В конце XIX в. село Мосолово описывалось так:

Село Успенское, Мосолово тож, расположено в лощине, близ многоводной р. Непложи. Ближайшая станция ж/д Хрущево, за 35 верст. В селе бывают еженедельно, по воскресеньям, базары и ежегодно в начале октября ярмарка, впрочем, весьма плохая. Имеется земская больница и школа, есть ветряная мельница, постоялый двор, винная, 3 чайных и 7 лавок с разным товаром. Неприписанных проживает 19 семей (55 м и 63 ж.). Община крестьян, бывших г-жи Микулиной.
Земледелие общинное. Земля поделена по наличным душам от 18 до 60 летнего возраста. Последний общий передел земли был в 1886, сроком на 4 года и каждому домохозяину земля приурочена к усадьбам, полей почти нет, а больше огороды. Длина душевых полос 40 сажен, а ширина 10 сажен. Лугов и леса нет. 4 домохозяина имеют 342 десятины собственной земли, из того числа одному принадлежит 236 дес. пашни, а другому 71 дес. пашни, 2 дес. луга 11 дес. леса. Из местных промысловых мужчин 9 нанимаются в работники к хозяевам ткать кули, 2 торговца мочалою и кулями, 3 портных, 3 сапожника, 2 плотника, 1 столяр, 1 слесарь, 1 кузнец, 1 колесник, 1 мельник, 3 калачника, 1 пчелинец, и 1 сторож. Из женщин 15 нанимаются к хозяевам ткать кули, 4 портнихи, 1 поденщица и 1 торговка вином. Отхожими промыслами занимаются 24 мужчины и 7 женщин.

Особое значение для села Мосолово имел тот факт, что в 1890-е гг. по его южной окраине была проложена Рязанско-Сызранская железная дорога и здесь была открыта железнодорожная станция «Шелухово». К этому времени в селе уже имелись церковно-приходская школа, работала земская больница. Село быстро росло, появлялись новые улицы: Кутуевка (с 1917 г. — Советская), Колбасина (по фамилии первого поселенца), Больничная. Мосолово и близлежащее Шелухово становятся настоящим центром кулечно-рогожного кустарного промысла Спасского уезда Рязанской губернии. Помимо станции Шелухово и обширных мочальных складов в селе имелись трактир, чайная, магазины, 2 пекарни, а также земская больница, Успенская церковь и 3 приходских школы (вдобавок к церковно-приходской в 1911 г. и 1915 г. были открыты ещё 2 земские на улицах Рощиной и Больничной).

### После революции
Советская власть в селе Мосолово была установлена в январе 1918 г. 2 января 1918 г. на совместном заседании Совета крестьянских депутатов и земских гласных все депутаты единогласно проголосовали за передачу власти Совету и упразднение земства. Первым председателем Мосоловского сельского Совета был избран Иван Григорьевич Фомин. В первую очередь Мосоловский Совет занялся аграрным вопросом: были конфискованы все земельные владения местных предпринимателей. В центре внимания были также вопросы образования и здравоохранения.
Недовольство действиями новой власти вылилось в начале ноября 1918 г. в белогвардейско-кулацкий мятеж, охвативший значительную часть территории Спасского уезда, в том числе село Мосолово. Во главе антисоветского выступления на участке Шелухово — Шилово — Чучково стоял бывший царский офицер Козловский, с которым была связана антисоветская группа села Мосолово во главе с полковником царской армии, сыном священника отца Владимира — Николаем Любомировым. В эту группу входило 5—6 человек из числа местных кулаков. С целью задержать направленных на подавление мятежа латышских стрелков, Козловский приказал полковнику Любомирову с его группой разобрать участок железной дороги на разъезде Сушки, но диверсия группы Любомирова не удалась. Вскоре мятеж был подавлен.
В декабре 1919 г. в связи с решением Губкома РКП (б) о помощи голодающей Москве, со станции Шелухово в столицу было отгружено 16 вагонов картофеля.
В 1920 г., с целью увеличения производства и занятости населения в селе Мосолово была организована кулечно-рогожная артель. Её создателем и председателем был Александр Борисович Аскенадий. Артель находилась на территории бывшей усадьбы купца Костина. В 1928 г. для размещения артели построили специальное кирпичное здание (бывшее здание райкома партии), в котором были установлены станы для производства кулечных изделий. Членство в артели увеличилось до 1 тыс.чел., кроме надомников. Артель перерабатывала до 400 тыс. пудов мочалы в год, из которой вырабатывалось до 5 млн штук кулей и рогожи.
В том же 1928 г. в селе Мосолово была построена собственная небольшая электростанция (совр. спортзал школы-интерната), что дало возможность провести электричество не только в дома жителей Мосолово, но и в близлежащие село Заполье, деревни Фролово, Ивановку и Воружку. Вместе с электричеством в село было проведено радио, были построены мельница и общественная баня. Одновременно в 1928—1929 гг. осуществлялась работа по раскулачиванию и коллективизации сельского хозяйства. Раскулачиванию подверглись семьи бывших сельских предпринимателей Карташевых, Костиных, Галочкиных, Приваловых, Портновых и т. д. Их подвергли высылке из села, а принадлежавшие им сельскохозяйственные машины и скот были конфискованы и переданы созданному в 1928 г. в селе Мосолово промколхозу имени 1 Мая. В составе промколхоза было 2 отделения: сельскохозяйственное и кулечное производство. Первым председателем промколхоза стал Василий Иванович Ионочкин.
12 июня 1929 г. постановлением ВЦИК Рязанская губерния была упразднена, село Мосолово стало центром Шелуховского района (по названию железнодорожной станции) Рязанского округа Московской области, а 23 июня 1930 г. был упразднен Рязанский округ, и Шелуховский район непосредственно вошел в состав Московской области. 26 сентября 1937 г. постановлением ЦИК, в связи с образованием Рязанской области, Шелуховский район был включен в её состав. Первым секретарем райкома партии Шелуховского района стал Гончаров, а председателем райисполкома Антохин.
В период коллективизации на территории Шелуховского района было создано 73 колхоза и 2 совхоза (Кирицкий и имени Л. М. Кагановича). В 1935 г. в Шелухове была создана машинно-тракторная станция (МТС), а в Мосолове в бывшем усадебном доме помещика Ржевского открылись 3-месячные курсы (школа) по подготовке трактористов. В составе МТС числилось к 1940 г. 60 тракторов «Фордзон», ХТЗ, СТЗ и ЧТЗ. Колхозы заключали двухсторонние договоры с МТС на обработку земельных площадей (пахота, посев зерновых, подкормка, уборка урожая и др.), и выплачивали МТС за выполненную работу натурплату зерном, картофелем.
В том же 1935 г. в селе Мосолово была окончательно закрыта Успенская церковь; церковное имущество конфисковали, а купол и колокольню с крестами разрушили. В здании бывшего храма разместились Госбанк и Дом пионеров. В 1935 г. в Мосолово было построено новое здание неполной средней, а в 1939 г. — полной средней школы (нынешняя школа-интернат), были реконструированы торговые ряды и пекарня в центре села, открыто несколько магазинов. В те же 1930-е гг. на улице Колбасиной Мосоловское сельпо организовало цеха по производству колбасы, ситра и конфет; на улице Советской была открыта швейная мастерская; в здании бывшего склада Карташева был открыт сельский Дом культуры. В Мосолово были учреждены почта и телеграф, в бывшем доме предпринимателей Чуевых открылась типография и началось издание местной газеты «Путь к коммунизму».
Во время Великой Отечественной войны 1941—1945 гг. Шелуховский райвоенкомат провел несколько мобилизации в Красную Армию. В начале войны, осенью 1941 г., с приближением немецко-фашистских войск к границам Рязанской области, в Мосолове создается комсомольская рота в составе 150 комсомольцев. Они готовили село к обороне, занимались военным делом, изучали оружие. В селе Крутицы были организованы курсы бронебойщиков для борьбы с фашистскими танками. В районе была организована подготовка пулеметчиков, связистов, автоводителей. Всю работу по военному обучению молодежи возглавлял районный Осоавиахим. Для защиты от воздушного нападения фашистской авиации осенью 1941 г. жители района оборудовали перекрытые щели. Во всех селах и деревнях района строго соблюдалась светомаскировка.

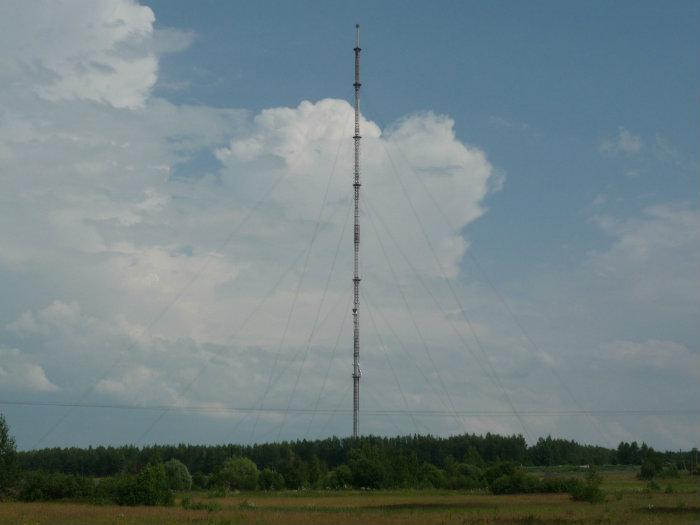
Село Мосолово. Башня-антенна Мосоловского телерадиопередающего центра — самое высокое сооружение Рязанской области (352 м). Построена в 1970 г.

Жители Шелуховского района активно участвовали в сборе средств для строительства танковой колонны «Рязанский колхозник», отправляли на фронт бойцам посылки с подарками и теплыми вещами. Мосоловская промартель продолжала выпускать кули и рогожи; затем ею было налажено производство лыж, повозок, саней. Из собранного учащимися школ бересклета, изготовлялась первосортная резина для авиации. Вся продукция промартели шла для нужд фронта. Мосоловская швейная артель, в которой работало 50 девушек, выполняла спецзаказ по пошиву нательного белья для армии. Колхозы и совхозы района за время войны сдали государству несколько сот тысяч тонн мяса, молока, большое количество яиц. С 1944 г. в Мосолове работал воинский эвакогоспиталь (в здании неполной средней школы). Жители села Мосолово отважно сражались на фронтах Великой Отечественной, 112 из них отдали жизни за свободу и независимость нашей родины.
С завершением Великой Отечественной войны страна, разрушенная и истощенная войной, начинала свое возрождение. В 1956 г. Шелуховский район был упразднен, а большая часть его территории вошла в состав соседнего Шиловского района Рязанской области. Мосоловский промколхоз был преобразован в совхоз имени Горького, где трудилось до 530 чел. В 1953 г. был построен кирпичный завод, который проработал до 1993 г. В 1956 г. на территории бывшего райкома партии была организована областная коррекционная школа-интернат. Кулечное производство в Мосоловской промартели прекратилось, артель стала заниматься переработкой древесины: производила лыжи, мебель, которые пользовались спросом в областных городах. В 1970-х гг. эта артель стала филиалом Рязанского электролампового завода, филиал выпускал тару и некоторые детали для электроламп. Здесь работало до 300 чел. Расширилось производство и Шелуховского лесхоза, для работников которого были построены новые деревянные дома. В 1970 г. вблизи села Мосолова была построена телевизионная вышка высотой 352 м. В следующем году она уже транслировала телепередачи. В 1979 г. было построено 2-этажное здание средней школы на улице Рощиной на 640 мест.
Выселками из села Мосолово являются поселки Красногвардейский и Новомосоловский.

## Экономика
По данным на 2015/2016 г. в селе Мосолово Шиловского района Рязанской области расположены:
1. Мосоловский телерадиопередающий центр – ООО «Мосолово», филиал ФГУП РТРС Рязанского ОРТПЦ.

1. ООО «Лесоперерабатывающий центр–Мосолово» (деревообработка);
2. ООО «Линдо-Дрохов» (деревообработка);
3. ООО «Первый Хлебозавод» (хлебобулочные изделия);
4. ООО «Терехов-хлеб» (хлебобулочные изделия);
5. ООО «Мосолово», агропромышленное предприятие;
6. ООО «Электрон», агропромышленное предприятие;
7. СХК «Мир», агропромышленное предприятие.

В селе имеются несколько магазинов и кафе.

## Социальная инфраструктура
В селе Мосолово Шиловского района Рязанской области имеются отделение Сбербанка РФ, отделение почтовой связи, врачебная амбулатория, Мосоловская средняя общеобразовательная школа, Мосоловская коррекционная общеобразовательная школа-интернат, детский сад, Дом культуры и 2 библиотеки (одна из них — детская). В селе имеются футбольное поле, хоккейная и спортивная площадки.

## Транспорт
Село Мосолово расположено в непосредственной близости от автомобильной дороги федерального значения М-5 «Урал»: Москва — Рязань — Пенза — Самара — Уфа — Челябинск, на которую имеется удобный выезд. С юга на север село пересекает автомобильная дорога межмуниципального значения 61Н-732: Лесной — Мосолово — Ряссы. В южной части села находится станция «Шелухово» железнодорожной линии «Рязань — Пичкиряево» Московской железной дороги.

## Достопримечательности
- Церковно-приходская школа. Построена в конце XIX в.
- Усадебный дом купцов Галочкиных. Построен в конце XIX в.
- Храм Успения Пресвятой Богородицы — Успенская церковь. Переоборудован в 2000 г. из бывшего здания школы-интерната.[17]
- Телебашня-Антенна Мосоловского телерадиопередающего центра — самое высокое сооружение Рязанской области (352 м). Построена в 1970 г.[18]
- Памятник односельчанам, павшим в Великой Отечественной войне 1941—1945 гг.

## Известные уроженцы
- Федор Григорьевич Кротков (1896+1983 гг.) — советский врач-гигиенист, генерал-майор медицинской службы, специалист в области военной гигиены, академик Академии медицинских наук СССР, Герой Социалистического Труда.